# Пахаліна Юлія Володимирівна
Юлія Володимирівна Пахаліна  (рос. Юлия Владимировна Пахалина, 12 вересня 1977) — російська стрибунка у воду, олімпійська чемпіонка.

## Виступи на Олімпіадах
| Олімпіада   | Дисципліна                           | Місце |
| ----------- | ------------------------------------ | ----- |
| Сідней 2000 | трамплін                             | 4     |
| Сідней 2000 | синхронні стрибки з вишки з трамліна | 1     |
| Афіни 2004  | трамплін                             | 3     |
| Афіни 2004  | синхронні стрибки з вишки з трамліна | 2     |
| Пекін 2008  | трамплін                             | 2     |
| Пекін 2008  | синхронні стрибки з вишки з трамліна | 2     |